# Tim Flock
Julius Timothy Flock (Fort Payne, 11 marzo 1924 – Atlanta, 31 marzo 1998) è stato un pilota automobilistico statunitense, specializzato nelle stock car, vincitore di due titoli Grand National (quello che oggi è la NASCAR Sprint Cup Series), nelle stagioni 1952 e 1955.
Fratello degli altri due pionieri della serie NASCAR, Fonty e Bob. Anche la sorella Ethel Mobley ha corso nella serie.

## Biografia
Inserito nella NASCAR's 50 Greatest Drivers, in carriera, negli anni 1940 e cioè prima della istituzione del primo campionato statunitense di stock car (l'odierna NASCAR), ha guidato una Ford Coupé #91, soprannominata "The Black Phantom". È vissuto ad Atlanta, in Georgia, ove è morto nel 1998 all'età di 74 anni.

## Palmarès
- nella NASCAR Grand National del 1952 e 1955